# 何光曄
何光晔（？-），亚太旅游联合会会长、意大利歌诗达邮轮公司中国联络处总裁、长工教育基金分会名誉会长、世界休闲组织副总干事及分管亚太事务的亚太秘书长。中国人民解放军高级将领何长工之子。

## 生平
早期生平不详，1982年12月被选举为中国共青团中央书记处书记，进入团中央后，其专门负责团中央办公厅后勤行政事务及中国青年旅行社。1988年创立中国海华旅游公司（后发展成为中国太和国际旅行社），1990年创立中国天鹅旅行社（香港）有限公司，2002年创立亚太旅游联合会，2003年创立北京华荣光业投资顾问有限公司，引进意大利歌诗达邮轮公司业务。2008年组织举办了世界旅游形象大使总决赛，并于同年任世界休闲组织副总干事以及专门负责分管亚太地区事物的世界休闲组织亚太秘书长，直至2017年卸任。
2018年，为以其父命名的华容县长工实验学校揭牌，并担任长工教育基金分会名誉会长。